# 30 Jours de nuit
Pour les articles homonymes, voir 30 Jours de nuit (homonymie).
30 Jours de nuit (30 Days of Night) est une série de comics fantastique publiée par Idea and Design Works et traduite en France par Delcourt.

## Auteurs
- Scénario : Steve Niles, Matt Fraction (Juarez in Bloodsucker Tales 1-8), Dan Wickline (Dead Space, Spreading the Disease), Kelly Sue DeConnick (Eben and Stella)
- Dessin : Ben Templesmith, Bill Sienkiewicz (Beyond Barrow), Szymon Kudranski (Annual 2004), Brandon Hovet (Annual 2004), Josh Medors (Annual 2004), Kody Chamberlain (Dead Billy Dead in Bloodsucker Tales 1-8), Nat Jones (Annual 2005), Milx (Dead Space), Alex Sanchez (Spreading the Disease)
- Couleurs : Ben Templesmith, Bill Sienkiewicz (Beyond Barrow)

## Synopsis
Barrow en Alaska est une bourgade ordinaire, mais un endroit de rêve pour une horde de vampires. Car durant l'hiver polaire, le Soleil ne s'y lève pas pendant 30 jours consécutifs. 30 jours de nuits de terreur durant lesquels une poignée de survivants menés par le shérif local et son épouse font face au mal.

## Récompenses
30 Days of Night: Return to Barrow a permis aux auteurs d'obtenir leurs premières nominations aux Eisner Awards en 2005 dans les catégories suivantes : meilleure mini-série, meilleur auteur (Steve Niles), meilleur peintre/artiste multimédia (Ben Templesmith).

## Autour de30 Jours de nuit
- L’Alaska n'a pas de shérifs. Eben Olemaun aurait dû être un membre des Alaska State Troopers.

## Publication

### Trade paperbacks
1. 30 Days of Night (juin 2004)
2. Dark Days (avril 2004)
3. Return to Barrow (octobre 2004)
4. Bloodsucker Tales (septembre 2005)
5. Three Tales (juillet 2006)
6. Spreading the Disease (juillet 2007)
7. Eben and Stella (novembre 2007)
8. Red Snow (janvier 2008)
9. Beyond Barrow (mars 2008)
10. 30 Days ’Til Death (juin 2009)

### Albums
1. 30 Jours de nuit (2004)  (ISBN 2-84789-257-5)
2. Jours sombres (2007)  (ISBN 978-2-7560-1086-1)
3. Retour à Barrow (2008)
4. Au-delà de Barrow (2009)
5. Neige écarlate (2010)
6. Juarez (2018)

### Éditeurs
- IDW Publishing : mini-séries et recueils en version originale
- Delcourt (collection « Contrebande ») : tomes 1 à 6 (première édition des tomes 1 à 6)

## Adaptations

### Films
La série fut adaptée et produite par Columbia Pictures et Ghost House Pictures. Le film, 30 Jours de nuit, a été réalisé par David Slade et les rôles principaux sont tenus par Josh Hartnett (le shérif Eben Oleson) et Melissa George (Stella Oleson). Il est sorti le 19 octobre 2007 aux États-Unis. Sa suite, 30 Jours de nuit : Jours sombres, sortie en 2010, a été réalisée par Ben Ketai avec Kiele Sanchez dans le rôle de Stella Oleson.

### Romans
Une série de romans tirés de la bande dessinée est publiée par IDW Publishing et Pocket Books :
- 2007 : 30 Days of Night (novélisation du film) par Tim Lebbon  (ISBN 978-1-4165-4497-5)
- 2006 : 30 Days of Night: Rumors of the Undead by Steve Niles and Jeff Mariotte  (ISBN 0-7434-9651-5)
- 2007 : 30 Days of Night: Immortal Remains by Steve Niles and Jeff Mariotte  (ISBN 978-0-7434-9652-0)
- 2008 : 30 Days of Night: Eternal Damnation par Steve Niles et Jeff Mariotte  (ISBN 978-0-7434-9653-7)
- 2009 : 30 Days of Night: Light of Day par Jeff Mariotte et Steve Niles  (ISBN 978-1-4391-2227-3)
- 2010 : 30 Days of Night: Fear of the Dark par Tim Lebbon  (ISBN 978-1-4391-2228-0)